# Prima Categoria Campania 1961-1962
Il campionato di calcio di Prima Categoria 1961-1962 è stato il V livello del campionato italiano. A carattere regionale, fu il terzo campionato dilettantistico con questo nome dopo la riforma voluta da Zauli del 1958.
Questi sono i gironi organizzati dal Comitato Regionale Campano per la regione Campania.

## Stagione
Dalla stagione 1952-1953 le squadre molisane erano aggregate al Comitato Regionale Campano.
Con la creazione del Comitato Provinciale di Campobasso (1952), le squadre molisane nuove affiliate si iscrivevano al campionato provinciale (dal 1959-60 = Terza Categoria) e agli altri campionati campani di Prima e Seconda Categoria.

## Girone A

### Squadre partecipanti
| Squadra                   | Città (provincia)             | Stagione 1960-1961 |
| ------------------------- | ----------------------------- | ------------------ |
| Pol. Acerrana             | Acerra (NA)                   |                    |
| S.P. Afragolese           | Afragola (NA)                 |                    |
| U.S. Arturo Lepori        | Casoria (NA)                  |                    |
| U.S. Arzanese             | Arzano (NA)                   |                    |
| U.S. Aversana             | Aversa (CE)                   |                    |
| U.S. Caivanese            | Caivano (NA)                  |                    |
| Pol. Capua                | Capua (CE)                    |                    |
| Freccia Azzurra Giugliano | Giugliano in Campania (NA)    |                    |
| U.S. Isernia              | Isernia                       |                    |
| Juve Sammaritana          | Santa Maria Capua Vetere (CE) |                    |
| S.S. Maddalonese          | Maddaloni (CE)                |                    |
| U.S. Marcianise           | Marcianise (CE)               |                    |
| Pol. Ortese               | Orta di Atella (CE)           |                    |
| Secondigliano             | Napoli-Secondigliano          |                    |
| U.S. Sessana              | Sessa Aurunca (CE)            |                    |
| U.S. Virtus Frattese      | Frattamaggiore (NA)           |                    |

### Classifica finale
|  | Pos. | Squadra         | Pt | G  | V | N | P | GF | GS |
|  | ---- | --------------- | -- | -- | - | - | - | -- | -- |
|  | 1.   | Caivanese       | ?? | 30 |   |   |   |    |    |
|  | 2.   | Virtus Frattese | ?? | 30 |   |   |   |    |    |
|  | 3.   | ???             | ?? | 30 |   |   |   |    |    |
|  | 4.   | ???             | ?? | 30 |   |   |   |    |    |
|  | 5.   | ???             | ?? | 30 |   |   |   |    |    |
|  | 6.   | ???             | ?? | 30 |   |   |   |    |    |
|  | 7.   | ???             | ?? | 30 |   |   |   |    |    |
|  | 8.   | ???             | ?? | 30 |   |   |   |    |    |
|  | 9.   | ???             | ?? | 30 |   |   |   |    |    |
|  | 10.  | ???             | ?? | 30 |   |   |   |    |    |
|  | 11.  | ???             | ?? | 30 |   |   |   |    |    |
|  | 12.  | ???             | ?? | 30 |   |   |   |    |    |
|  | 13.  | ???             | ?? | 30 |   |   |   |    |    |
|  | 14.  | ???             | ?? | 30 |   |   |   |    |    |
|  | 15.  | ???             | ?? | 30 |   |   |   |    |    |
|  | 16.  | ???             | ?? | 30 |   |   |   |    |    |

Legenda:
      Ammessa alle finali regionali.
      Retrocessa in Seconda Categoria Campania 1962-1963.
Regolamento:
Due punti a vittoria, uno a pareggio, zero a sconfitta.

## Girone B

### Squadre partecipanti
| Squadra                 | Città (provincia)         | Stagione 1960-1961 |
| ----------------------- | ------------------------- | ------------------ |
| U.S. Aenaria            | Lacco Ameno (NA)          |                    |
| Eternit                 | Napoli-Bagnoli            |                    |
| U.S. Flegrea            | Napoli                    |                    |
| U.S. Gioventù Puteolana | Pozzuoli (NA)             |                    |
| U.S. Ischia-Bagnolese   | Ischia (NA)               |                    |
| A.S. Juventus Napoli    | Napoli                    |                    |
| Juve Audax Cervinara    | Cervinara (AV)            |                    |
| U.S. Juve S.A.F.F.A.    | Napoli                    |                    |
| Libertas Casalnuovo     | Casalnuovo di Napoli (NA) |                    |
| Libertas Olimpia        | Benevento                 |                    |
| F.B.C. Libertas Vomero  | Napoli                    |                    |
| Materdei                | Napoli                    |                    |
| Puteolana U.S.          | Pozzuoli (NA)             |                    |
| Santa Lucia             | Napoli                    |                    |
| S.S. Sibilla            | Bacoli (NA)               |                    |
| S.C. Telese Terme       | Telese Terme (BN)         |                    |

### Classifica finale
|  | Pos. | Squadra              | Pt | G  | V | N | P | GF | GS |
|  | ---- | -------------------- | -- | -- | - | - | - | -- | -- |
|  | 1.   | Flegrea              | 53 | 30 |   |   |   |    |    |
|  | 2.   | Puteolana            | 53 | 30 |   |   |   |    |    |
|  | 3.   | Ischia-Bagnolese     | 46 | 30 |   |   |   |    |    |
|  | 4.   | Gioventù Nova        | 39 | 30 |   |   |   |    |    |
|  | 5.   | Libertas Casalnuovo  | 35 | 30 |   |   |   |    |    |
|  | 6.   | Libertas Vomero      | 32 | 30 |   |   |   |    |    |
|  | 7.   | Juve Napoli          | 31 | 30 |   |   |   |    |    |
|  | 8.   | Sibilla              | 27 | 30 |   |   |   |    |    |
|  | 9.   | Aenaria              | 26 | 30 |   |   |   |    |    |
|  | 10.  | Santa Lucia          | 25 | 30 |   |   |   |    |    |
|  | 11.  | Libertas Olimpia     | 24 | 30 |   |   |   |    |    |
|  | 12.  | Juve Audax Cervinara | 24 | 30 |   |   |   |    |    |
|  | 13.  | Juve S.A.F.F.A.      | 19 | 30 |   |   |   |    |    |
|  | 14.  | Eternit              | 14 | 30 |   |   |   |    |    |
|  | 15.  | Materdei             | 14 | 30 |   |   |   |    |    |
|  | 16.  | Telese Terme         | 11 | 30 |   |   |   |    |    |

Legenda:
      Ammessa alle finali regionali.
      Retrocessa in Seconda Categoria Campania 1962-1963.
Regolamento:
Due punti a vittoria, uno a pareggio, zero a sconfitta.

## Girone C

### Squadre partecipanti
| Squadra                 | Città (provincia)            | Stagione 1960-1961 |
| ----------------------- | ---------------------------- | ------------------ |
| U.S. Ariano Valle Ufita | Ariano Irpino (AV)           |                    |
| A.C. Baiano             | Baiano (AV)                  |                    |
| S.P. Barrese            | Napoli-Barra                 |                    |
| S.S. Ercolanese         | Ercolano (NA)                |                    |
| Fiamma Sorrento         | Sorrento (NA)                |                    |
| Pol. Libertas Stabia    | Castellammare di Stabia (NA) |                    |
| A.S. Nola               | Nola (NA)                    |                    |
| A.S. Palmese            | Palma Campania (NA)          |                    |
| S.S. Portici            | Portici (NA)                 |                    |
| S.C. Pro Poggiomarino   | Poggiomarino (NA)            |                    |
| A.C. Sangennarese       | San Gennaro Vesuviano (NA)   |                    |
| U.S. Savoia             | Torre Annunziata (NA)        |                    |
| A.S. Sorrento           | Sorrento (NA)                |                    |
| F.C. Turris             | Torre del Greco (NA)         |                    |
| Pol. Viribus Unitis     | Somma Vesuviana (NA)         |                    |

### Classifica finale
|  | Pos. | Squadra            | Pt | G  | V  | N  | P  | GF | GS |
|  | ---- | ------------------ | -- | -- | -- | -- | -- | -- | -- |
|  | 1.   | Palmese            | 48 | 28 | 21 | 6  | 1  | 70 | 17 |
|  | 2.   | Turris             | 43 | 28 | 16 | 11 | 1  | 71 | 22 |
|  | 3.   | Sorrento           | 35 | 28 | 13 | 9  | 6  | 45 | 25 |
|  | 4.   | Nola               | 34 | 28 | 14 | 6  | 8  | 33 | 25 |
|  | 5.   | Savoia             | 32 | 28 | 13 | 6  | 9  | 44 | 31 |
|  | 6.   | Viribus Unitis     | 28 | 28 | 9  | 10 | 9  | 31 | 31 |
|  | 7.   | Pro Poggiomarino   | 28 | 28 | 9  | 10 | 9  | 29 | 37 |
|  | 8.   | Sangennarese       | 28 | 28 | 12 | 4  | 12 | 46 | 57 |
|  | 9.   | Barrese            | 27 | 28 | 9  | 9  | 10 | 38 | 31 |
|  | 10.  | Portici            | 25 | 28 | 9  | 7  | 12 | 38 | 42 |
|  | 11.  | Baiano             | 25 | 28 | 10 | 5  | 13 | 38 | 47 |
|  | 12.  | Ercolanese         | 22 | 28 | 8  | 6  | 14 | 28 | 36 |
|  | 13.  | Ariano Valle Ufita | 22 | 28 | 7  | 8  | 13 | 37 | 54 |
|  | 14.  | Libertas Stabia    | 12 | 28 | 2  | 8  | 18 | 13 | 58 |
|  | 15.  | Fiamma Sorrento    | 11 | 28 | 3  | 5  | 20 | 22 | 70 |

Legenda:
      Ammessa alle finali regionali.
      Retrocessa in Seconda Categoria Campania 1962-1963.
Regolamento:
Due punti a vittoria, uno a pareggio, zero a sconfitta.

## Girone D

### Squadre partecipanti
| Squadra                | Città (provincia)                | Stagione 1960-1961 |
| ---------------------- | -------------------------------- | ------------------ |
| U.S. Angri             | Angri (SA)                       |                    |
| U.S. Battipagliese     | Battipaglia (SA)                 |                    |
| C.S.I. Avellino        | Avellino                         |                    |
| Campagna               | Campagna (SA)                    |                    |
| A.C. Edil de Piano     | Solofra (AV)                     |                    |
| Pol. Gelbison          | Vallo della Lucania (SA)         |                    |
| Moka                   | Salerno                          |                    |
| A.G. Nocerina          | Nocera Inferiore (SA)            |                    |
| U.S. Padula            | Padula (SA)                      |                    |
| U.S. Paganese          | Pagani (SA)                      |                    |
| Piagginese             | Piaggine (SA)                    |                    |
| Dop. Postelegrafonici  | Salerno                          |                    |
| Pol. Santa Maria       | Santa Maria di Castellabate (SA) |                    |
| S.C. Sapri             | Sapri (SA)                       |                    |
| G.S. Tirrenia          | Cava de' Tirreni (SA)            |                    |
| S.S. Vis Sanseverinese | Mercato San Severino (SA)        |                    |

### Classifica finale
|  | Pos. | Squadra           | Pt | G  | V | N | P | GF | GS |
|  | ---- | ----------------- | -- | -- | - | - | - | -- | -- |
|  | 1.   | Nocerina          | 53 | 30 |   |   |   |    |    |
|  | 2.   | Battipagliese     | 50 | 30 |   |   |   |    |    |
|  | 3.   | Tirrenia          | 43 | 30 |   |   |   |    |    |
|  | 4.   | Padula            | 39 | 30 |   |   |   |    |    |
|  | 5.   | Paganese          | 39 | 30 |   |   |   |    |    |
|  | 6.   | Vis Sanseverinese | 32 | 30 |   |   |   |    |    |
|  | 7.   | Postelegrafonici  | 29 | 30 |   |   |   |    |    |
|  | 8.   | Angri             | 27 | 30 |   |   |   |    |    |
|  | 9.   | Edil de Piano     | 27 | 30 |   |   |   |    |    |
|  | 10.  | Gelbison          | 26 | 30 |   |   |   |    |    |
|  | 11.  | Santa Maria       | 25 | 30 |   |   |   |    |    |
|  | 12.  | Campagna          | 24 | 30 |   |   |   |    |    |
|  | 13.  | Sapri             | 17 | 30 |   |   |   |    |    |
|  | 14.  | Piagginese        | 16 | 30 |   |   |   |    |    |
|  | 15.  | Moka              | 16 | 30 |   |   |   |    |    |
|  | 16.  | C.S.I. Avellino   | 13 | 30 |   |   |   |    |    |

Legenda:
      Ammessa alle finali regionali.
      Retrocessa in Seconda Categoria Campania 1962-1963.
Regolamento:
Due punti a vittoria, uno a pareggio, zero a sconfitta.

## Finali per il titolo
|           | Risultati |           | Luogo e data              |  |
| --------- | --------- | --------- | ------------------------- |  |
| Nocerina  | 4 - 1     | Flegrea   | ??, ??                    |  |
| Caivanese | ? - ?     | Palmese   | ??, ?? (vince la Palmese) |  |
| Nocerina  | 3 - 2     | Palmese   | ??, ??                    |  |
| Flegrea   | ? - ?     | Caivanese | ??, ?? (pareggio)         |  |
| Caivanese | 2 - 2     | Nocerina  | ??, ??                    |  |
| Palmese   | ? - ?     | Flegrea   | ??, ?? (vince la Palmese) |  |

### Classifica finale
|  | Pos. | Squadra   | Pt | G | V | N | P | GF | GS |
|  | ---- | --------- | -- | - | - | - | - | -- | -- |
|  | 1.   | Nocerina  | 5  | 3 | 2 | 1 | 0 |    |    |
|  | 2.   | Palmese   | 4  | 3 | 2 | 0 | 1 |    |    |
|  | 3.   | Caivanese | 2  | 3 | 0 | 2 | 1 |    |    |
|  | 4.   | Flegrea   | 1  | 3 | 0 | 1 | 2 |    |    |

Legenda:

      Promosso.
Note:

Due punti a vittoria, uno a pareggio, zero a sconfitta.

## Verdetti finali
- La Nocerina è promossa in Serie D.
- La Nocerina è ammessa alla fase finale del Campionato Dilettanti.